# Замкова гора (Стіна)
Замкова гора — один з мисів у рельєфі села Стіна на Вінниччині. Меандри річки Русави утворюють тут стрімкий рельєф, миси якого перерізають село і ділять його на різні частини. У Замковій горі, за переказами та історичною картографією, знаходився центр раніше укріпленого міста Янгород, або Чорне, або ж Стіна. За описами тогочасних мандрівників Ульриха фон Вердума, Станіслава Освєнцема та Евлії Челебі, укріплення складалися з замку та фортифікацій середмістя і розташовувались на цій горі. В'їзд у місто здійснювався через вузенький хребет з північної сторони, через його вузькість та стрімкість містечко отримало свою теперішню назву.
На сьогоднішній день, як і станом на XIX ст, планувальної структури та історичної містечкової забудови на Замковій горі у Стіні не збереглося. Існуючий нині на території гори комплекс церкви св. Миколая пропонувалося взяти на державний облік як пам'ятку архітектури, натомість на сьогоднішній день споруди цього комплексу не внесено до державного реєстру пам'яток культурної спадщини України.
Комплекс Миколаївської церкви складається з наступних об'єктів: будівля Миколаївської церкви, Дзвіниці, огорожі, та замкового кладовища з пам'ятками (які місцеві мешканці називають "козацьким").

## Миколаївська церква, XVII-XIX ст. (ох.№ 180-М/1)
Мурована тридільна церква з одним куполом та окремо розташованою дзвіницею. За даними "Приходів та церков Подільської Єпархії" 1901 р. була збудована, за переказами, козаком Нечаєм під час будівництва ним собі резиденції на замковій горі, в процесі якого був віднайдений чудотворний образ Святителя Миколая та було вирішено збудувати на цьому місці церков. Опосередковано це підтверджує топографічний опис села 1799 р.. згідно з яким церква св. Миколая була мурованою, невеликою та здавна збудованою. Акт візитації 1731 р. теж засвідчує, що церков теж була мурованою та з давних давен збудованою. Візита церкви 1784 р. описує її як квадратну у плані, з мурованими склепіннями. У XIX ст., під час складання церковного літопису, на одвірку церкви було віднайдено напис, який відчитали так:
Сей храм построен казаком Стефаном Нечаем своим коштом в 1353 г.
Сучасний вигляд церква отримала після перебудови 1848 р. Тоді було прибудовано дерев'яний бабинець із західного фасаду (досі не зберігся), з південного - різницю, розширено вікна та демонтовано традиційний для українських церков трьохверхий дах, замість якого збудовано одну баню, яка має вигляд сліпого ліхтаря або ж сигнатурки та перекрито залізною покрівлею дах. Інший період перебудови відбувся у 1883 р., саме тоді церква набула сучасного вигляду у плані. План церкви було видовжено на захід, що дозволило збільшити наву та об'єднати її одним об'ємом з вже мурованим нартексом. Головний фасад церкви було прикрашено неоготичним порталом, який перегукується із синхронно збудованим неоготичним склепом на території церкви. Об'єкт потребує подальших досліджень та постановку на державний облік як пам'ятка архітектури.

## Дзвіниця, І пол. XIX ст. (ох.№ 180-М/2)
Дзвіниця збудована за часи священника Іоанна Лазаркевича, який був настоятелем церкви з 1802 по 1843 р. У цей період була збудована мурована дзвіниця замісць дерев'яної. Згідно з іконографією 1844 р. стара дерев'яна дзвіниця була розташована на схід від церкви, тоді як нова збудована біля входу на церковне подвір'я із західної сторони, по ліву сторону від входу до церкви. Кам'яна, 3-ярусна, типу «вісьмерик та вісьмерику». Планування та об'ємне рішення обох ярусів ідентичні: квадрат зі зрізаними зовнішніми кутами, у місцях зрізання кутів – широкі лопатки, розкреповані у міжярусному та вінчальному карнизах. Завдяки зрізуванню кутів зовнішній контур дзвіниці набуває восьмигранної форми, а зовнішній обріз між ярусами надає їй пірамідальності. Вінчає споруду глава на восьмигранній шийці, декором якої є розвинені карнизи, обрамлення отворів другого ярусу, тафлі. Стилістично подібна на бароко XVIII ст., однак за даними церковного літопису, збудована між 1802 та 1843 р., разом з огорожею за "звиклим для того часу смаком".

## Огорожа, І пол. XIX ст. (ох.№ 180-М/3)
За свідченням священника, який вів літопис, збудована за настоятеля Іоана Лазаркевича, як і теперішня дзвіниця. Складається із масивних приземкуватих стовпів, прорізаних вузькими вертикальними нишами. Вінчаючі частини стовпів збереглися у занадто поганому стані для того, щоб їх можна було чітко описати. Між стовпами виконане суцільне муроване заповнення.

## Замкове кладовище з пам'ятниками (ох.№ 180-М/4)
Назване місцевими "козацьким" кладовищем, ймовірно, в пам'ять про перші поховання XVII ст., від яких на сьогодні не збереглося надгробків. Розташоване на південному краю Замкової гори, на південь від Миколаївської церкви. Займає територію близько 0,25 га, на якій розміщено понад триста могил. Збереглося близько 150 надгробків із надмогильними кам'яними хрестами різної форми та розміру, виконаними у XIX ст.
За формою хрести різні. Найбільш численна група простих латинських хрестів, підгрупу якої складають хрести з гілками, що завершуються на торцях профільованими поличками з декоративними шишками (іноді - шишками без поличок). Друга група – латинські хрести з колом у середхресті. Довжина гілок хрестів та діаметри центрального кола (рідше – восьмигранника) різні; іноді центральна гілка завершується трилисником. Третя група - латинські хрести із завершенням трьох гілок трилисниками. Найменш численна четверта група – мальтійські хрести. Розміри хрестів коливаються за висотою від 1 до 2 м, по ширині - від 0,6 до 1,3 м. На багатьох є написи кін. ХІХ ст.
Особливо виділяється один із латинських хрестів, піднятий на високий (2,3 м) п'єдестал. На хресті – барельєфні зображення розп'яття (зі східного боку) та жіночої фігури (із західної). На п'єдесталі - барельєф ангела (східна сторона), що летить, і надгробний напис (із західним).
Крім цього, на Замковій горі, неподалік від в'їзду до неї розташовані залишки фундаменту кам'яної споруди невідомого призначення, які багато хто трактує як залишки замку чи укріплень містечка. Також недалеко від в'їзду, біля нового цвинтаря розташовано хрест, яким відзнаковували в'їзди до міст у XIX ст.

## Галерея

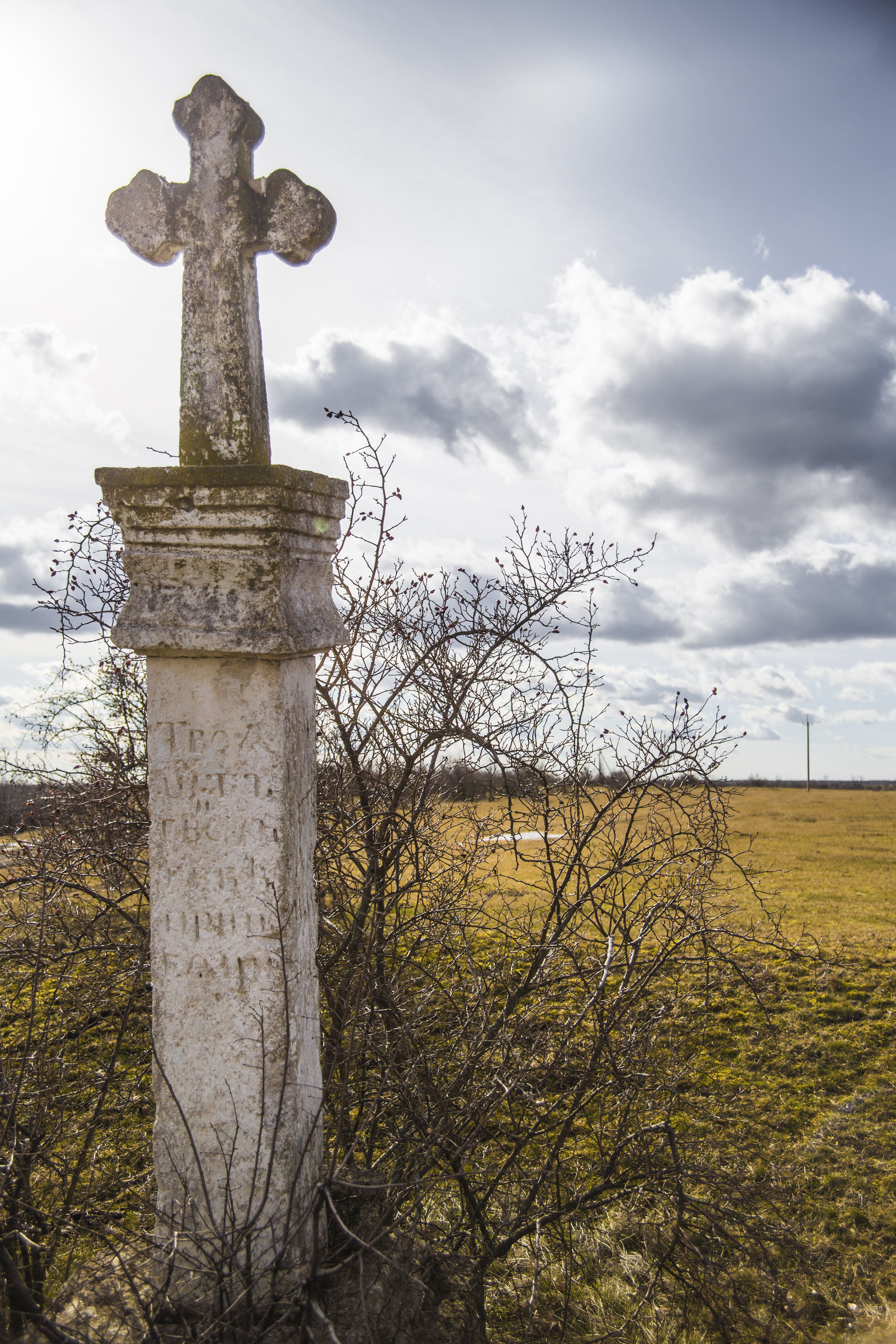
Кам'яний хрест XIX ст. біля в'їзду у стару частину села
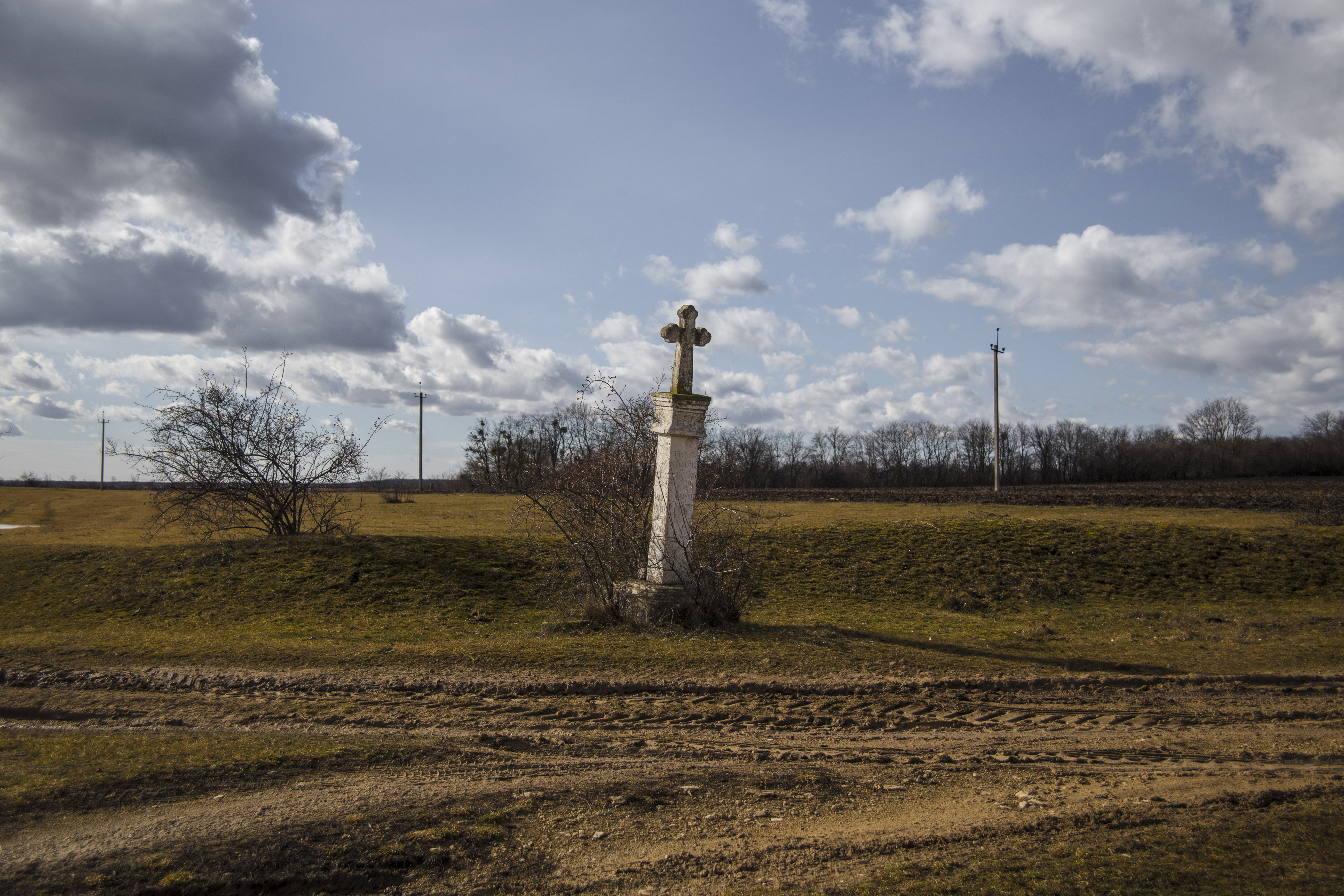
Загальний вигляд в'їзного хреста
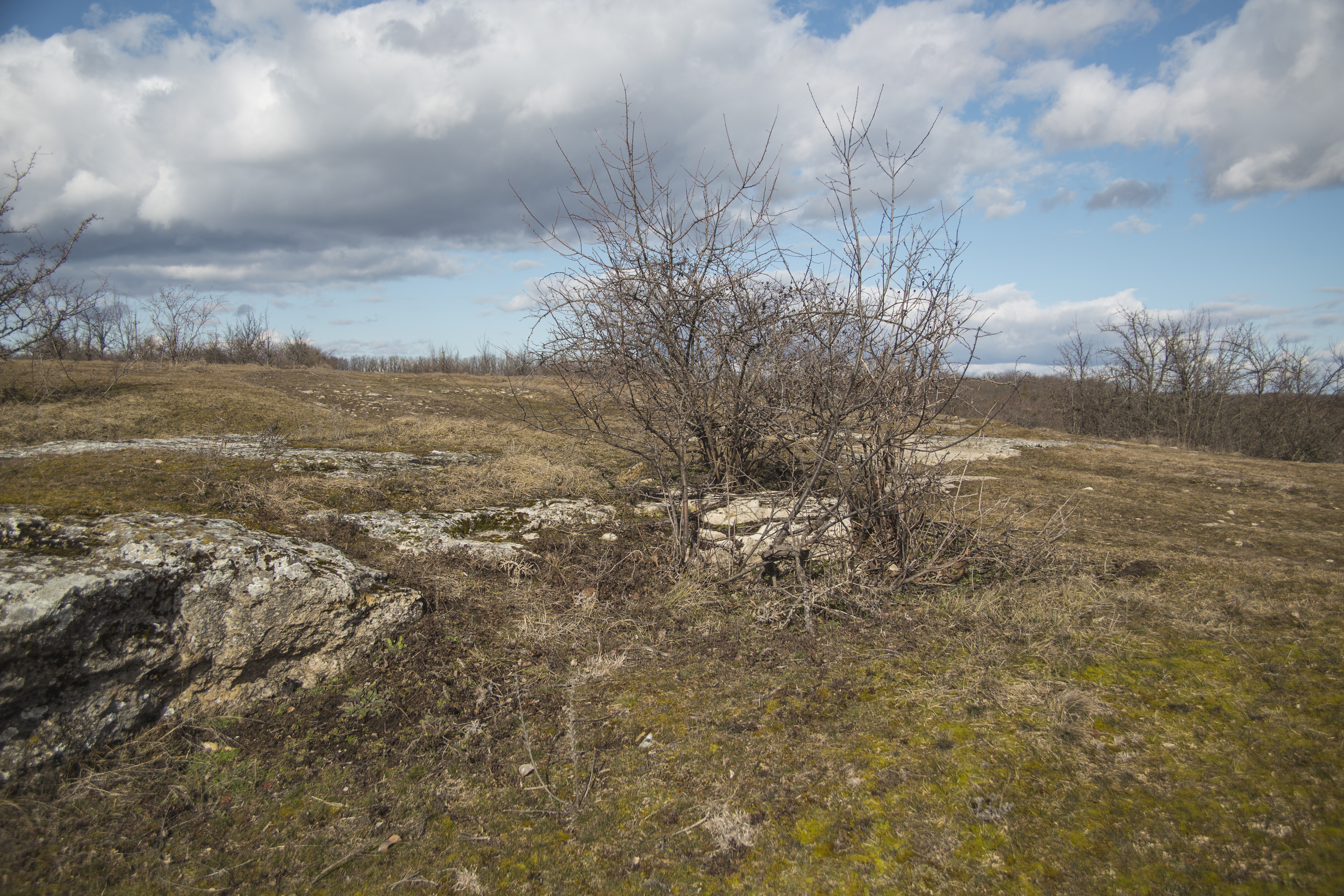
Залишки регулярно оброблених каменів на перешийку мису Замкової гори
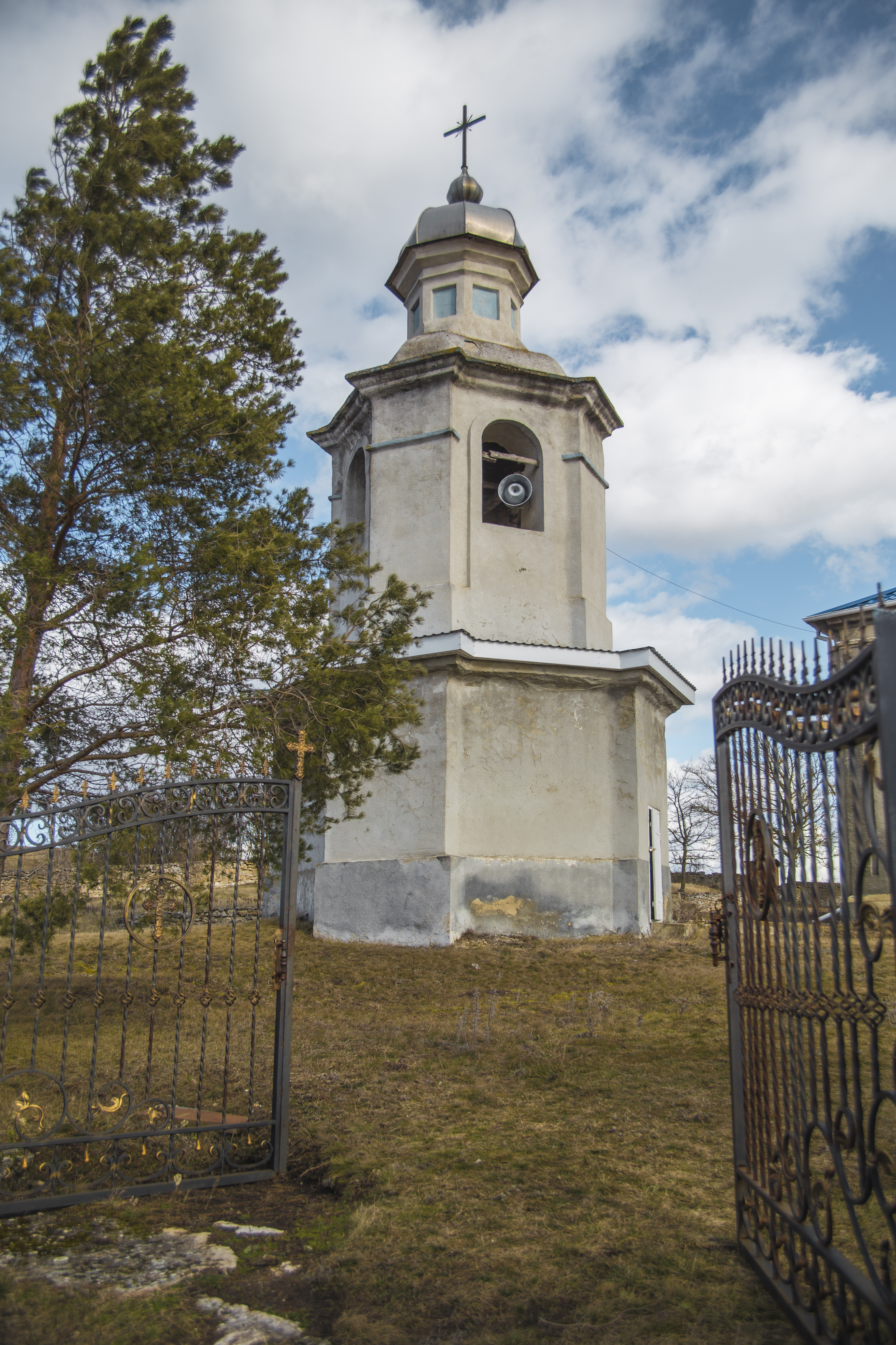
Дзвінниця церкви Св. Миколая, І пол. XIX ст.
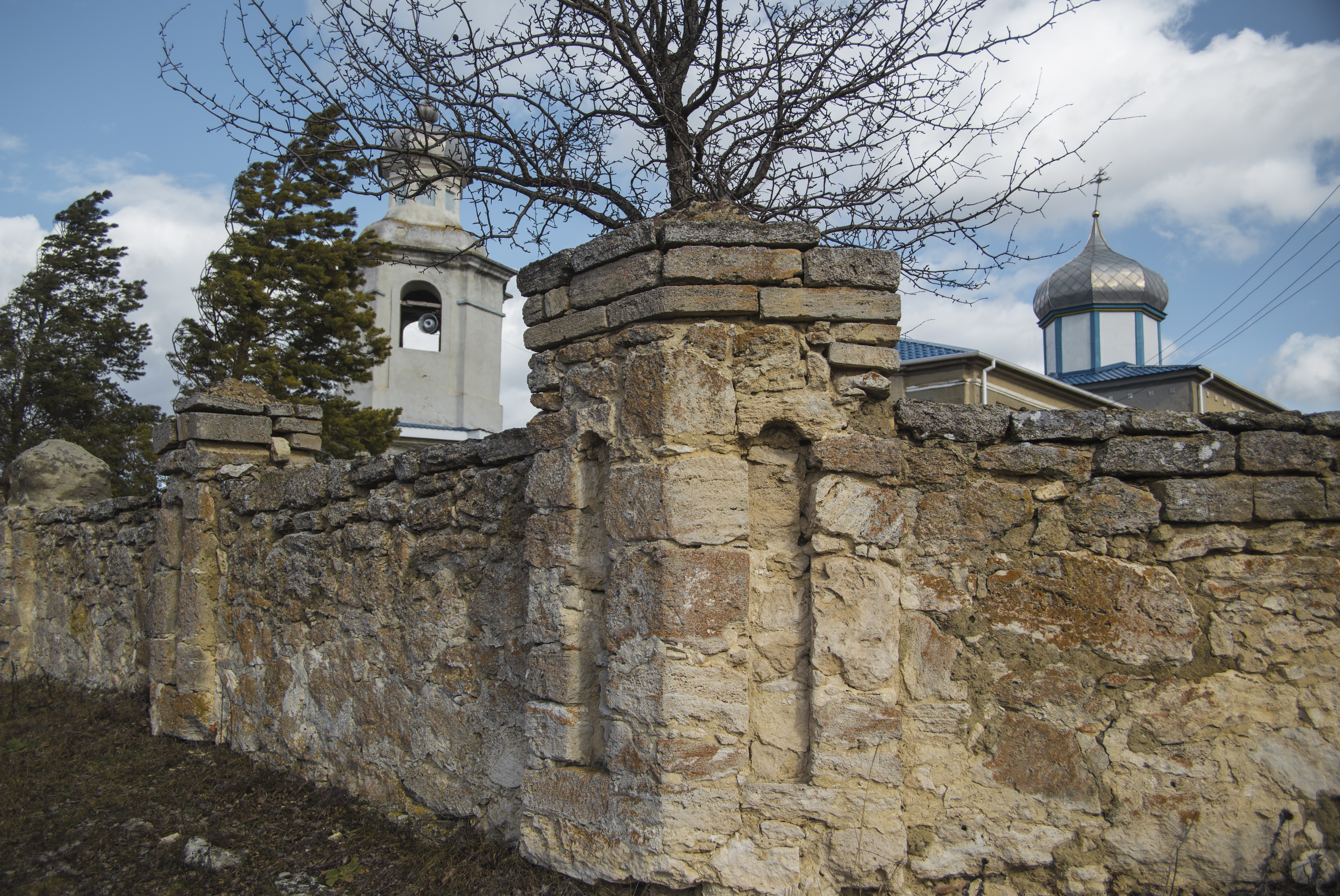
Наріжник мурованої огорожі Миколаївської церкви, І пол. XIX ст.
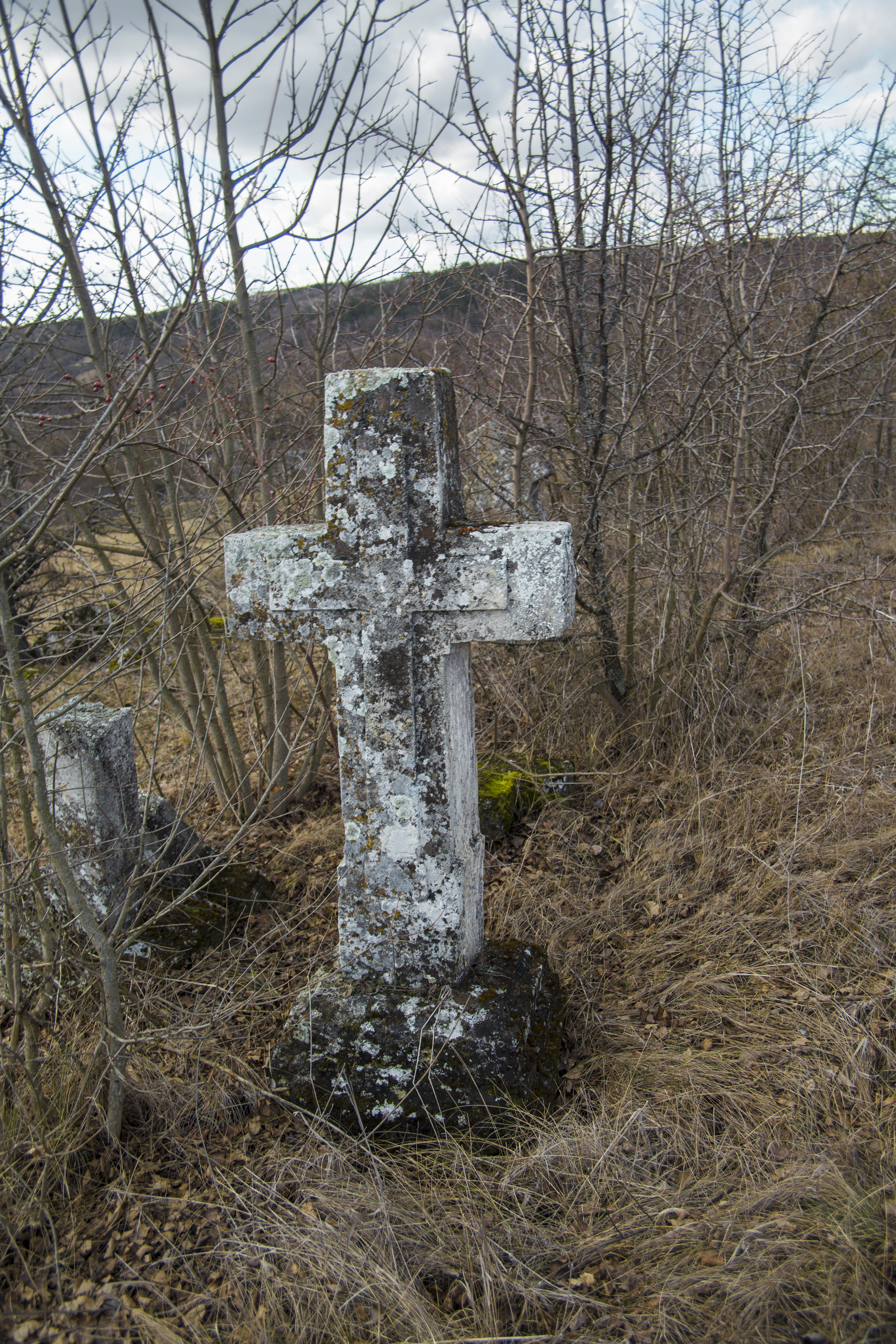
Один з типів хрестів на "козацькому" цвинтарі у с. Стіна
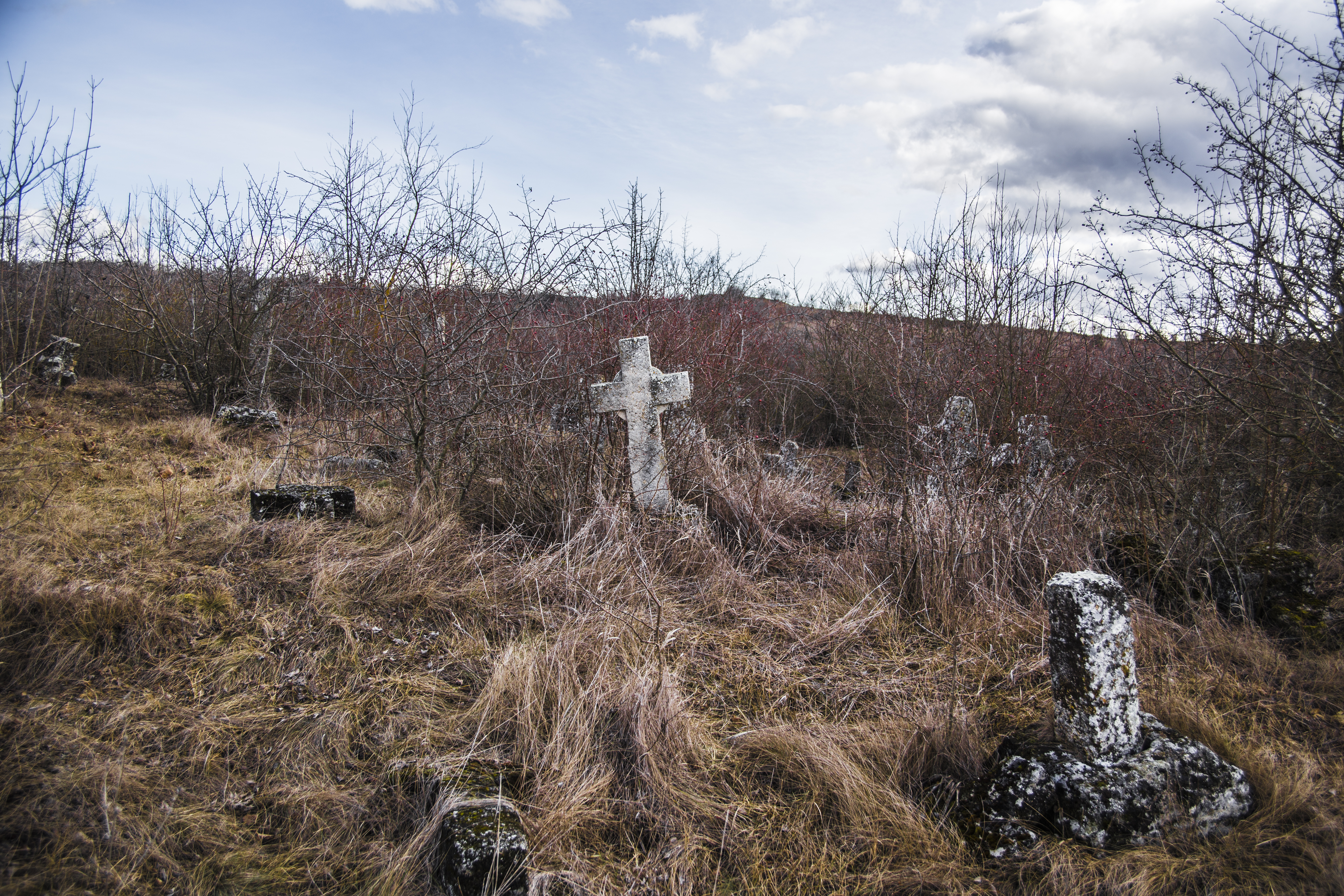
Старий, т. зв. "козацький" цвинтар на Замковій горі села Стіна
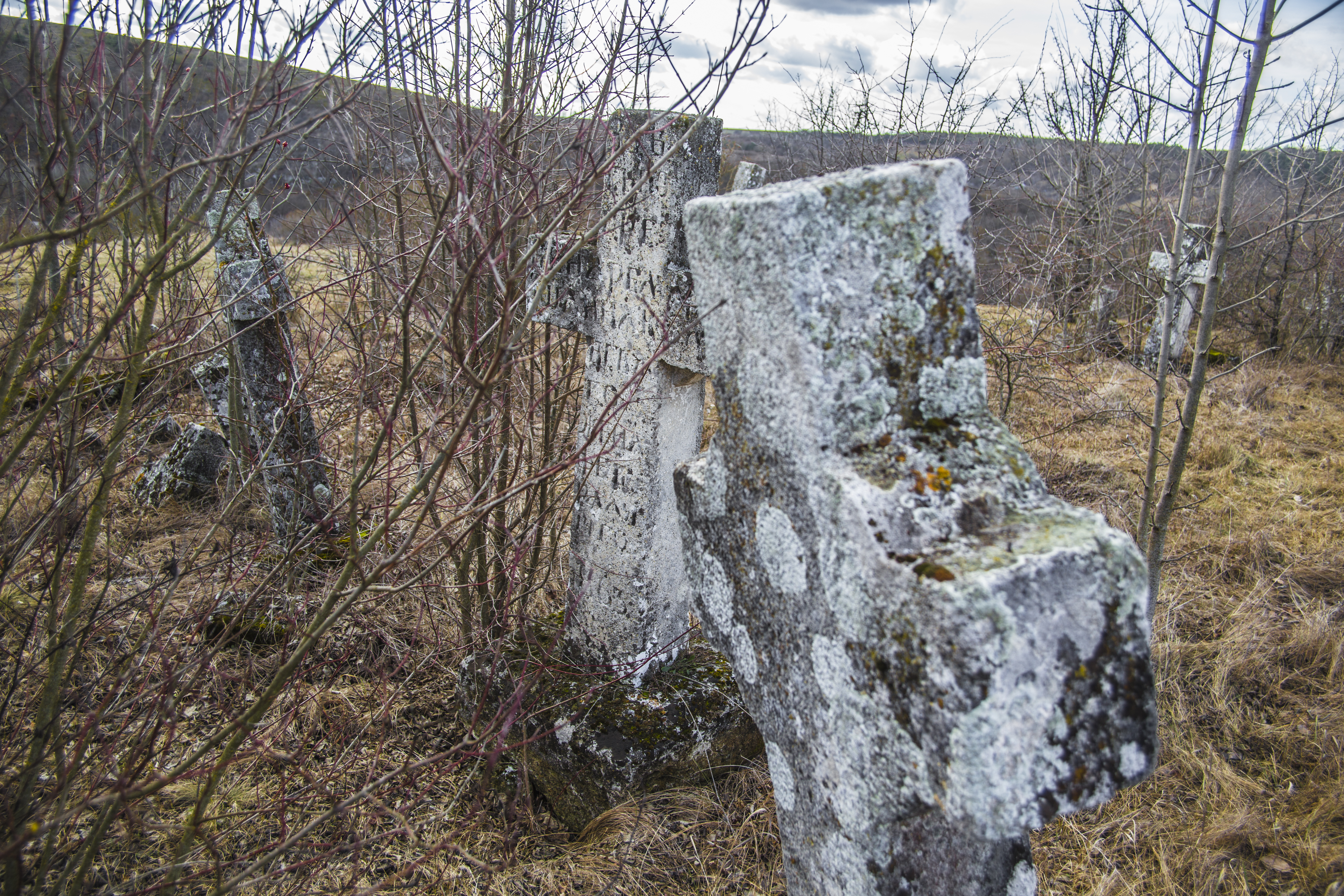
Кам'яні хрести старого ("козацького) кладовища у с. Стіна
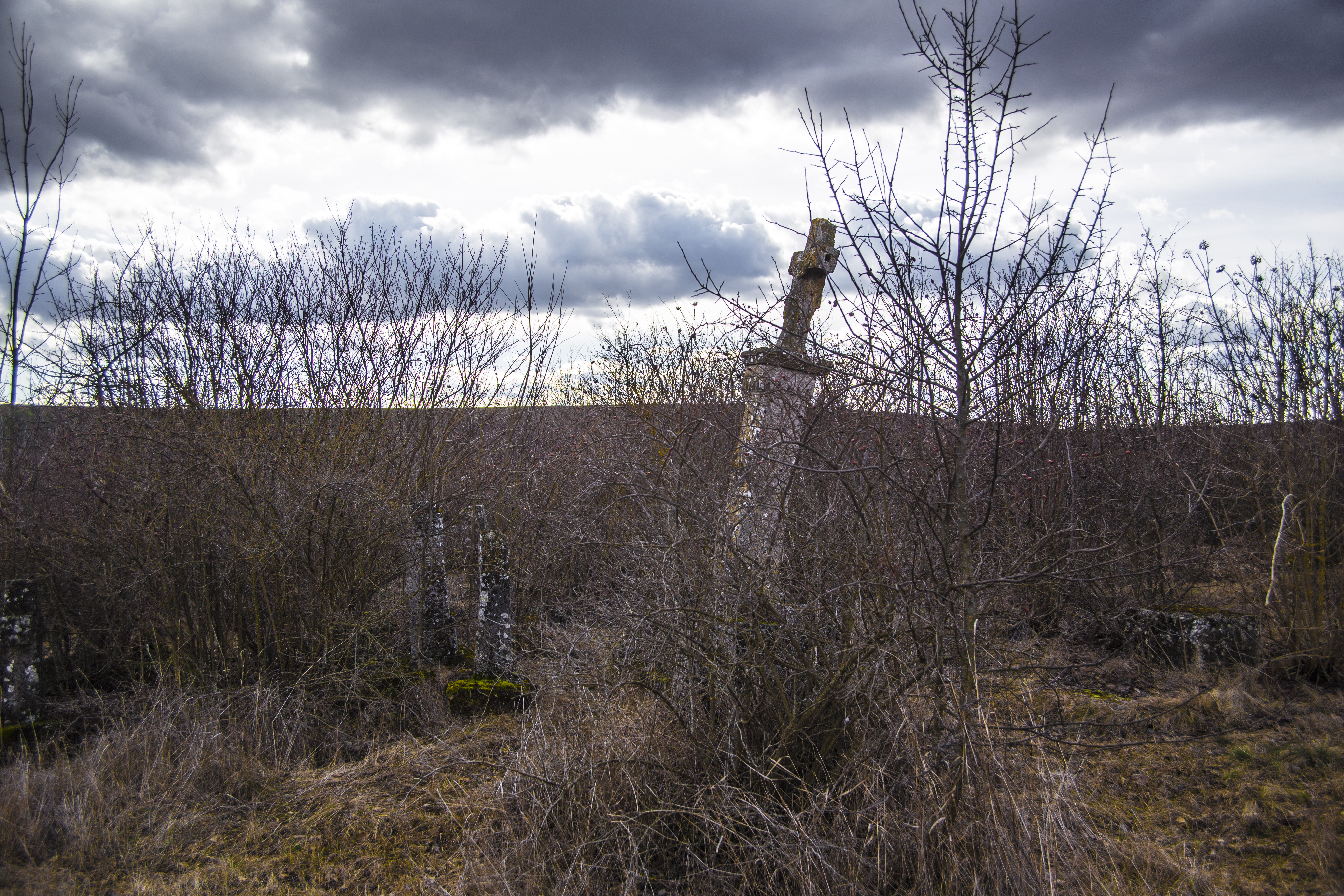
Актуальний стан збереження старого цвинтаря у с. Стіні
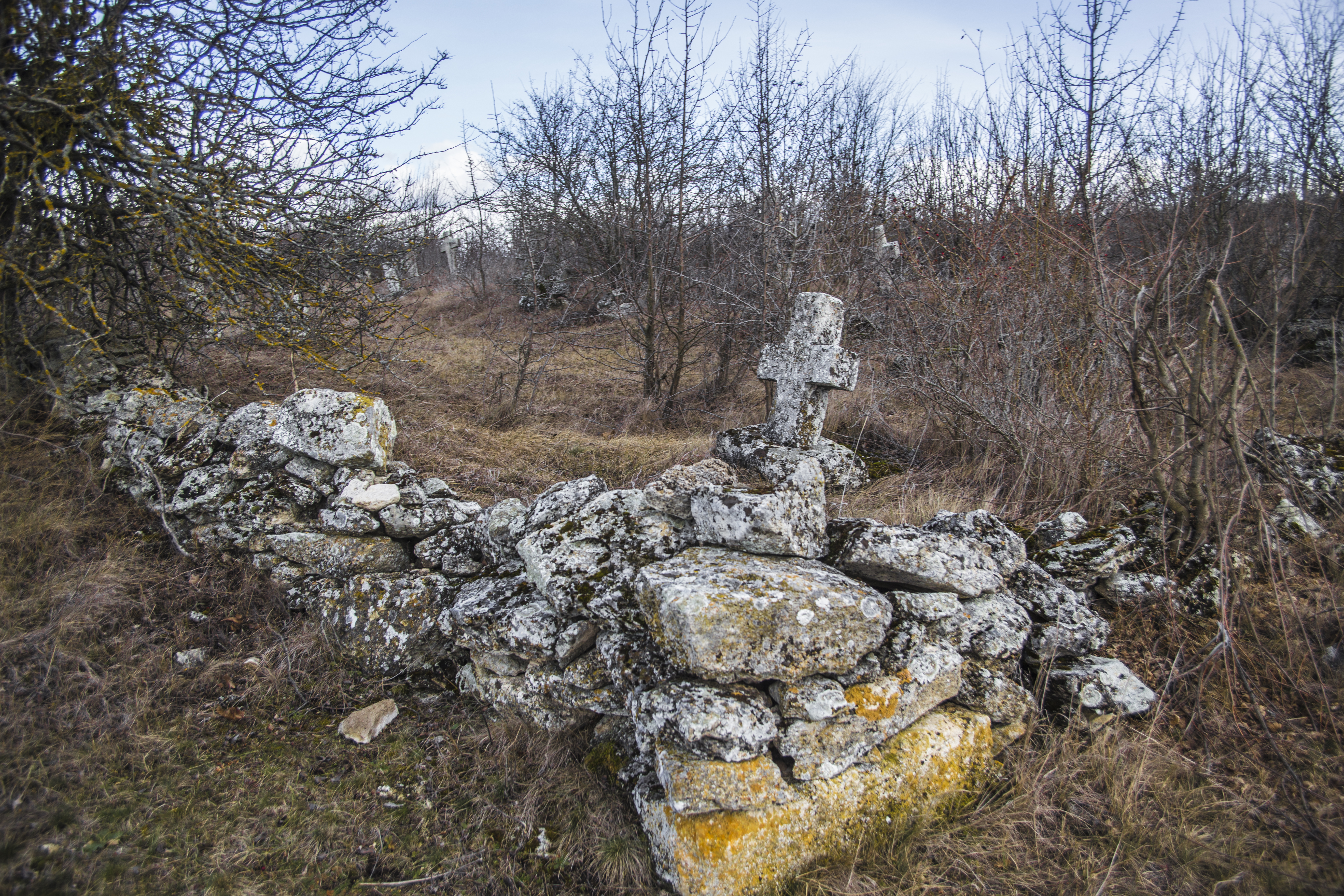
Огорожа старого цвинтаря у с. Стіна